# Crematogaster tanakai
Crematogaster tanakai is een mierensoort uit de onderfamilie van de Myrmicinae. De wetenschappelijke naam van de soort is voor het eerst geldig gepubliceerd in 2009 door Hosoishi & Ogata.